# Histoire de la Genèse

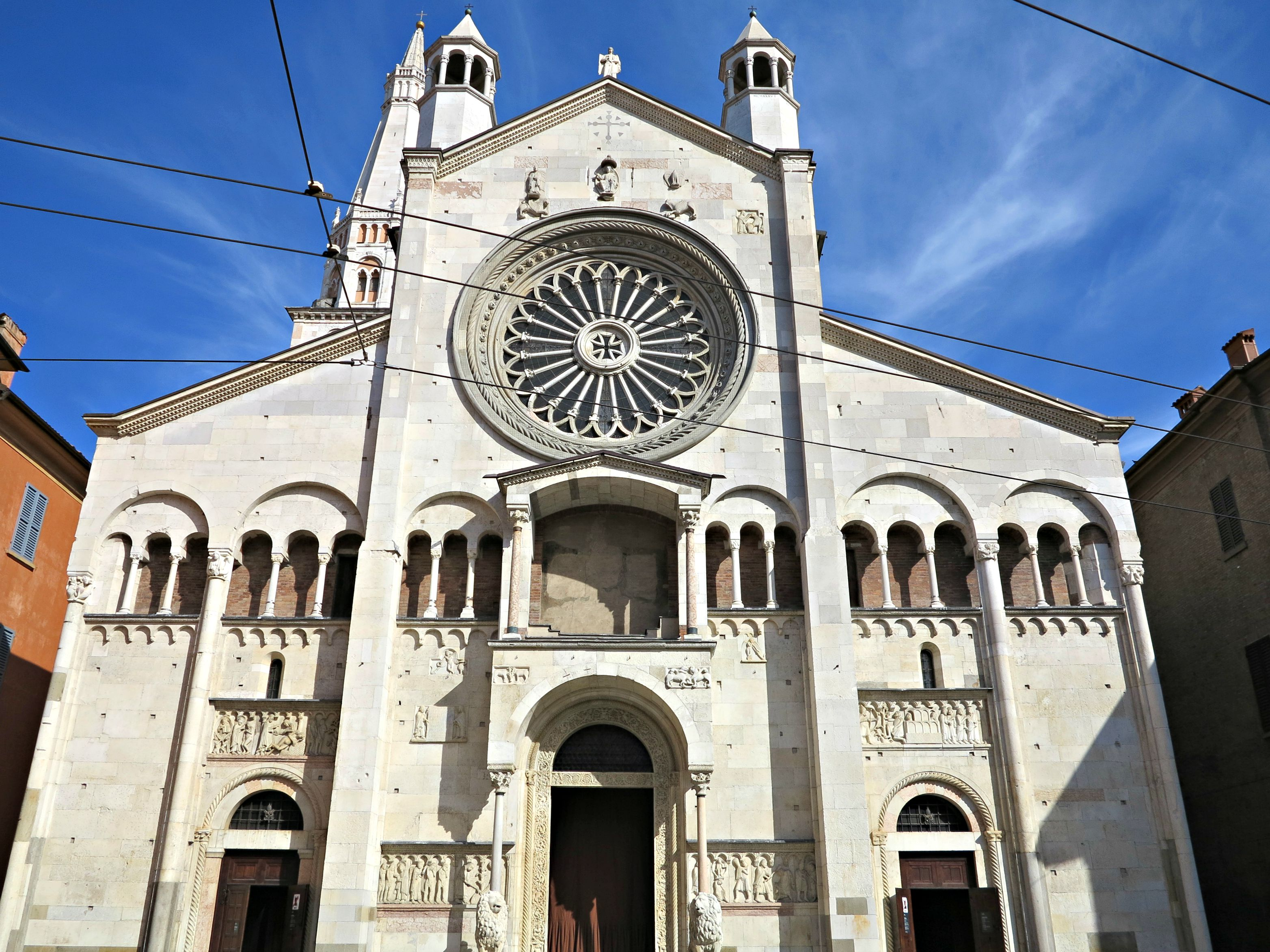
Façade de la cathédrale de Modène avec les 4 plaques de frise

L'histoire de la Genèse est une frise composée de quatre plaques de bas-reliefs, subdivisées chacune en plusieurs scènes représentant des épisodes de la Genèse, l'ensemble décore la partie basse de la façade occidentale de la  cathédrale de Modène en Émilie-Romagne.
Considéré comme un chef-d'œuvre de l'art roman, elle est l'œuvre du sculpteur Wiligelmo (XIe – XIIe siècle), sa date d'exécution ne nous est pas connue.

## Disposition
La frise se trouve placée aujourd’hui sur deux niveaux différents. Cette disposition n’est certainement pas celle d’origine : les quatre plaques devaient être sur le même axe horizontal mais les deux des extrémités ont probablement été rehaussées au XIIe par les Maestri campionesi lorsqu’ils ouvrirent les deux portes latérales de la façade.
Une autre hypothèse veut que les plaques auraient fait partie à l’origine du mobilier intérieur de la cathédrale et déplacées ensuite sur la façade, mais aucune donnée documentaire ni archéologique n’apporte d’indice en ce sens.

## Description
Chaque plaque est encadrée à la partie supérieure par une haute corniche saillante décorée de palmettes, une seconde corniche court sous la bordure inférieure. Les diverses scènes se déploient sous une série d’arcades diversement décorées et reposant sur des consoles.

### Première plaque
Elle comprend quatre scènes :

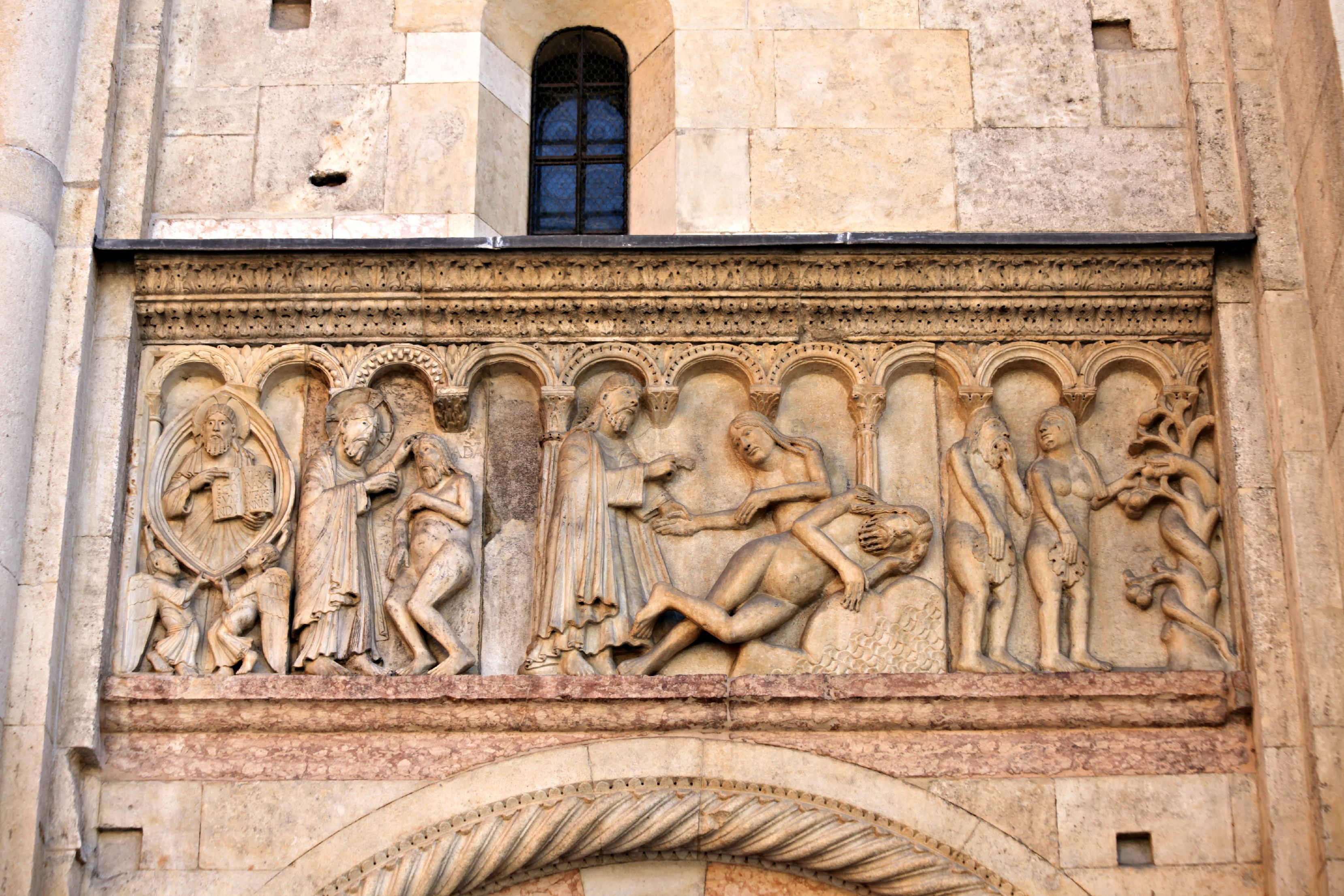
Première plaque

- L’Éternel tenant un livre est représenté dans une mandorle soutenue par deux anges. Sur le livre on peut lire : Lux ego sum mundi, via verax, vita perennis[3].
- La création d’Adam.
- La création d’Ève. Il est notable qu’Ève est privée de sein.
- Le péché originel. Maintenant Ève est dotée de seins, signe probable de la perte de son innocence ; Ce qui est corroboré par le fait que Adam et Ève se couvrent d’une feuille de figuier.

### Seconde plaque
Elle comprend trois scènes :

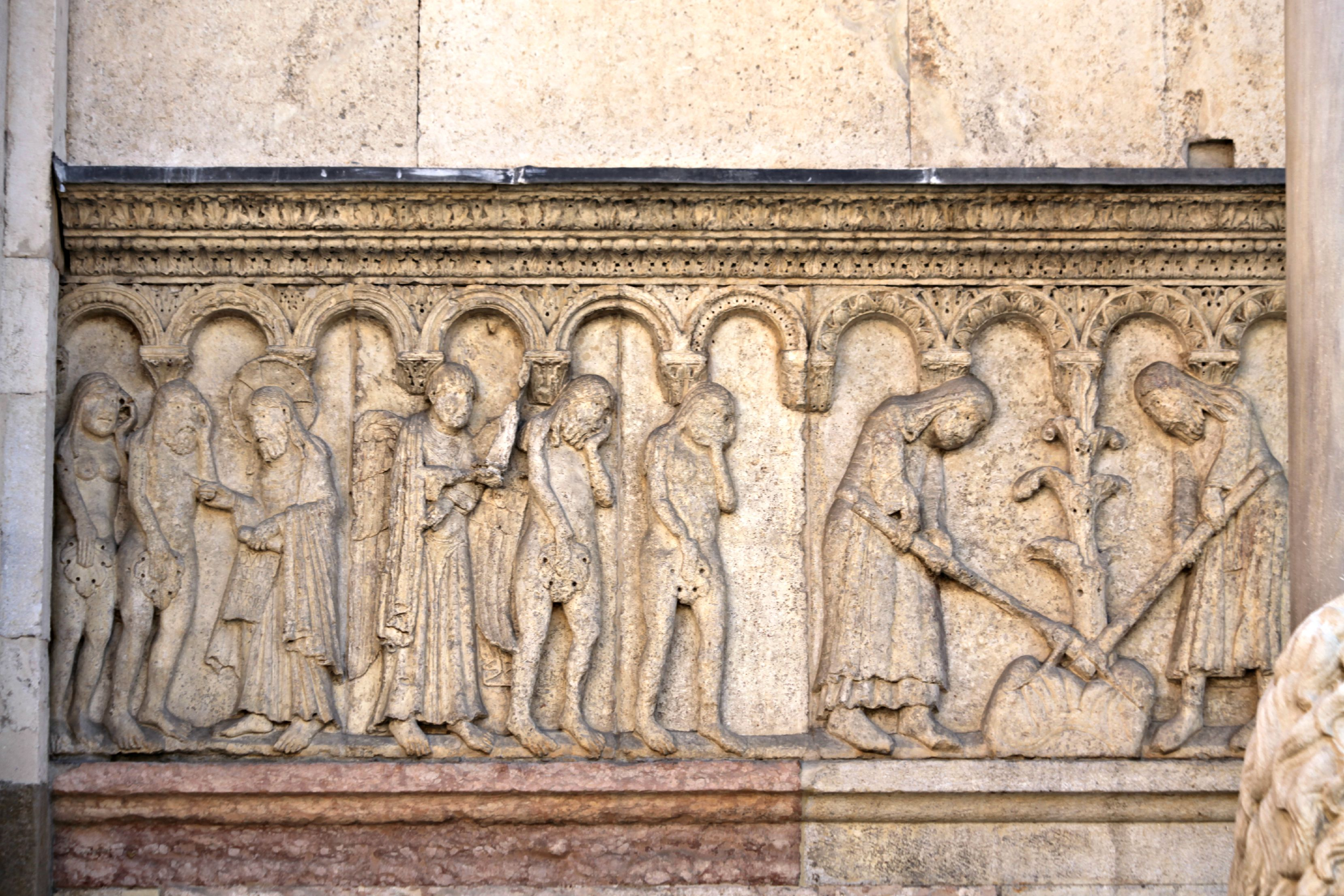
Seconde plaque

- La rencontre de Dieu avec Adam et Ève après le péché. Dans sa main Dieu tient un phylactère sur lequel on peut lire : Dum deambularet et Dominus in paradisum[4].
- Adam et Ève chassés du paradis par un ange.
- Nos premiers parents travaillent la terre.

### Troisième plaque
Elle comprend trois scènes :

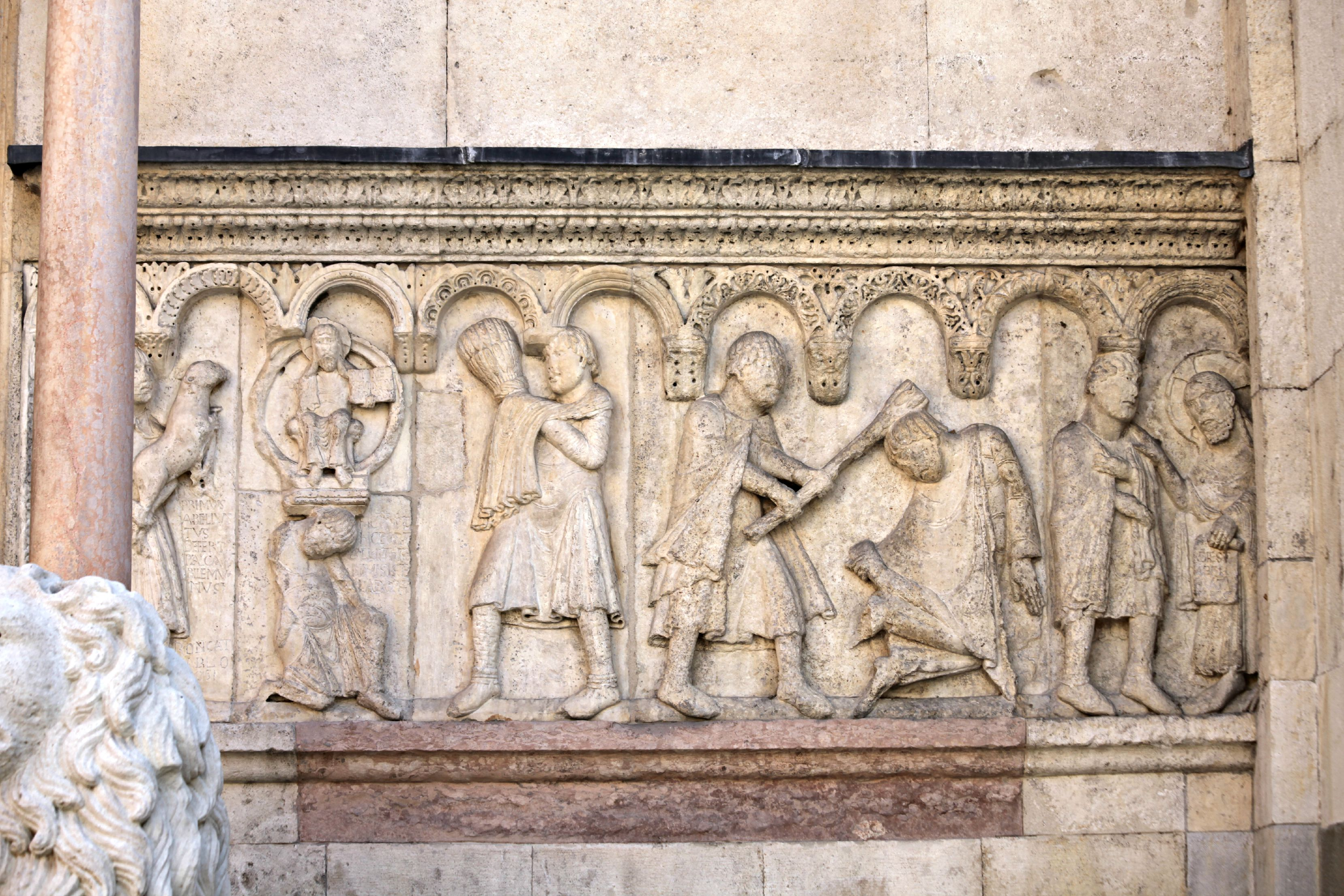
Troisième plaque

- Abel et Caïn présentent leurs sacrifices à Dieu qui se trouve dans une mandorle soutenue par un télamon. Abel présente son offrande mains nues : sa pureté le lui permet, alors que les mains de Caïn sont recouvertes d’un voile. Un vers est gravé sous Abel : Primus Abel iustus defert placabile munus[5]. Dieu dans la mandorle tient un livre sur lequel on peut lire : Qui sequitur me non ambulat (in tenebris[6].  Un dernier vers se rapporte au télamon : Hic premit hic plorat, gemit hic, nimisiste laborat[7].
- Le meurtre d’Abel par Caïn.
- L’Éternel rencontre Caïn après le fratricide et pose un signe sur lui. L’éternel tient en sa main gauche un phylactère sur lequel se trouve écrit : Ubi est Abel frater tuus[8].

### Quatrième et dernière plaque
Elle comprend trois scènes :

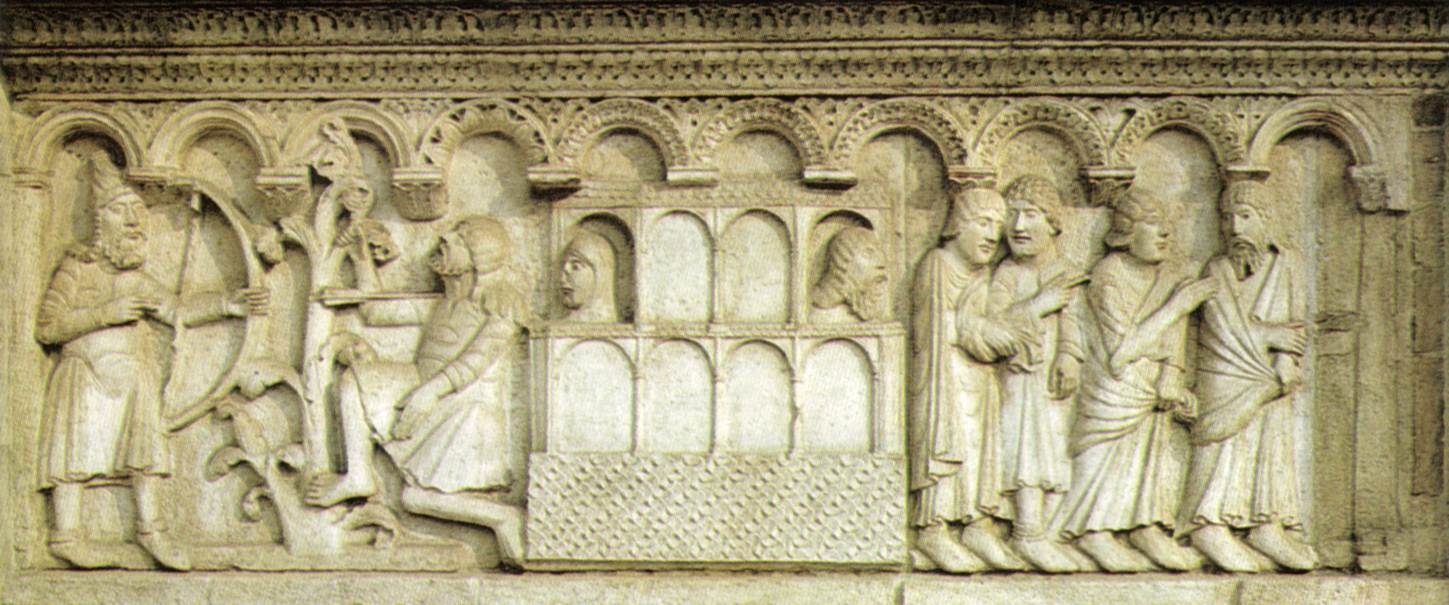
Quatrième plaque

- La mort de Caïn par l’aveugle Lamech.
- L’arche de Noé. Elle est clairement représentée sous la forme d’un édifice religieux, elle est une préfiguration de l’Église.
- Noé et ses fils sortent de l’arche.

## Source d'inspiration et style
Chiara Frugoni,  est d’avis que l’Ordo representacionis Ade, (Le Mystère d’Adam) cette interprétation théâtrale de l’Ancien Testament orientée sur la chute et la rédemption de l’homme, fut une source d’inspiration pour Wiligelmo. Cependant, la date de rédaction de cette œuvre (milieu ou seconde moitié du XIIe siècle) est nettement postérieure aux dates d'activité du sculpteur. Il convient aussi de remarquer que dès les premiers siècles, la création faisait partie de la catéchèse baptismale. Saint Irénée de Lyon, au IIe siècle, dans sa Demonstratio Apostalicae Praedicationis, reliait déjà le concept de création à celui de rédemption, lequel semble être un leitmotiv se retrouvant en de nombreux endroits de la cathédrale de Modène.
La représentation des scènes est réalisée avec beaucoup de réalisme et une grande force narrative, élément indispensable au but recherché si l’on considère que cette frise était soumise à la compréhension de tous les fidèles et non d’une élite ecclésiastique ou laïque. Ces sculptures étaient une véritable « Bible de pierre », destinée sans doute à offrir aux nombreux analphabètes, les bribes d’une instruction religieuse.
Ce n’est certainement pas un hasard si la transcendance de Dieu est négligée en faveur de sa représentation physique. Ainsi, la mandorle dans laquelle il se tient est manifestement pesante et péniblement portée soit par les anges, soit par le télamon.
De même, à chaque fois que Dieu réprimande, que ce soit nos premiers parents ou bien Caïn, il est représenté plus petit que les réprimandés.